# Gryllotalpa formosana
Gryllotalpa formosana är en insektsart som beskrevs av Tokuichi Shiraki 1930. Gryllotalpa formosana ingår i släktet Gryllotalpa och familjen mullvadssyrsor. Inga underarter finns listade i Catalogue of Life.
Artens utbredningsområde täcker tempererade områden i östra delarna av Asien.